# Tanoshii Douyou
Hayashibara Megumi Tanoshii Douyou (林原めぐみ たのしいどうよう?) è un album della cantante giapponese Megumi Hayashibara uscito il 21 aprile 2007 per la King Records. Si tratta di una raccolta di canzoni per bambini legate al personaggio di Hello Kitty. L'album ha raggiunto la settantesima posizione della classifica degli album più venduti in Giappone.

## Tracce
CD1
1. Zou-san (ぞうさん)
2. Tulip (チューリップ)
3. Usagi no Dance (うさぎのダンス)
4. Mori no Kuma-san (もりのくまさん)
5. Ookina Kurinoki no Shita de (おおきなくりのきのしたで)
6. Bun Bun Bun (ぶんぶんぶん)（ボヘミア民謡）
7. Itomaki no Uta (いとまきのうた)
8. Yagi-san Yuubin (やぎさんゆうびん)
9. Donguri Korokoro (どんぐりころころ)
10. Sanpo (さんぽ)
11. Fushigi na Pocket (ふしぎなポケット)
12. Medaka no Gakkou (めだかのがっこう)
13. Katatsumuri (かたつむり)
14. Kobutanu Kitsu Neko (こぶたぬきつねこ)
15. Otsukaiari-san (おつかいありさん)
16. Obentoubako no Uta (おべんとうばこのうた)
17. Kogitsune (こぎつね)
18. Oni no Pants (おにのパンツ)
19. Shoujouji no Tanukibayashi (しょうじょうじのたぬきばやし)
20. Kawaii Kakurenbo (かわいいかくれんぼ)
21. Suzume no Gakkou すずめのがっこう
22. Doremi no Uta (ドレミの歌)
23. Zuizuizukkorobashi ずいずいずっころばし
24. Aiai (アイアイ)
25. Te wo Tatakimashou (てをたたきましょう)
26. Hataraku Kuruma 1 (はたらくくるま・１)
27. Teasobi Medley (てあそびメドレー)
28. Ookina Zukkorobashi (おおきなずっころばし)
29. Takoyaki no Uta (たこやきのうた)
30. Doughnut no Uta (ドーナツのうた)

CD2
1. Yurokago no Uta (ゆりかごのうた
2. Nanatsu no Ko (七つの子)
3. Daisuki na Ko Tokei (大きな古時計)
4. Aka to Nbo (赤とんぼ)
5. Kirakira Hoshi (きらきらぼし)
6. Sha Bondama (しゃぼんだま)
7. Tsuki (つき)
8. Omocha no Chachacha (おもちゃのチャチャチャ)
9. Yuuyake mp Yake (ゆうやけこやけ)
10. Ame Furikuma no Ko (あめふりくまのこ)
11. Horu Yokoi (はるよこい)
12. Sakura (さくら)
13. Naisho Hanasu (ないしょ話)
14. Okaa-san (おかあさん)
15. Ohirune Shimashou (おひるねしましょう)

CD3
1. Oshogatsu (お正月)
2. Ichigatsu Ichi Nichi (一月一日)
3. Mamemaki (まめまき)
4. Uneshii Hinamatsuri (うれしいひなまつり)
5. Ichinen Sai ni Nattara (一ねんせいになったら)
6. Koi no Bori (こいのぼり)
7. Amefuri (あめふり)
8. Tanabata-sama (七夕さま)
9. Umi (うみ)
10. Tonbo no Megane (とんぼのめがね)
11. Momiji (もみじ)
12. Takibi (たきび)
13. Jingle Bell ジングルベル
14. Akahana no Tonakai (赤鼻のトナカイ)
15. Happy Birthday to You (ハッピーバースデートゥーユー)